# うなり寿司
うなり寿司（うなりずし）とは、愛知県豊川市や千葉県成田市、宮崎県宮崎市で作られるうなぎの蒲焼きを用いた稲荷寿司である。

## 豊川のうなり寿司
豊川のうなり寿司（鰻荷寿司）は寿司の一種で、愛知県豊川市で近年考案された新名物である。豊川名物の稲荷寿司をひっくり返し、剥き出しになった酢飯の部分にうなぎの蒲焼きを適度な大きさに切ったものが乗せてある。あなご寿司に似ているが、うなぎだけに脂がのっており濃厚かつ身も厚くボリュームがある。
豊川のいなり寿司は東日本系の俵型であり、甘辛く煮しめた油揚げを長方形型に半分に切って開いたものに、ただの酢飯を詰めたものである。うなり寿司を押し寿司の一種とする説もあるが、実際はいなり寿司の一種である。
名称の由来は「うなぎ」と「いなり」の合成語。また、「唸る（うなる）ほどに美味い」という意味も込められている。

## 成田のうなり寿司
成田のうなり寿司は2017年（平成29年）2月20日に成田市さくらの山内の空の駅さくら館（成田市駒井野）にて発売された新名物。
成田名産の鉄砲漬け、うなぎの蒲焼き、小松菜をそれぞれ成田産米で包んだ、「鉄砲漬けいなり」、「うなぎの蒲焼きいなり」、「小松菜いなり」の3種を1パックに入れて販売。
パッケージには同市のゆるキャラ「うなりくん」があしらわれている。

## 宮崎のうなり寿司
2020年、宮崎市の男性が日本料理の知識とすし職人としての経験を生かし、宮崎県の名産であるウナギと稲荷すしを組み合わせた「うなりずし」の販売を開始した。九州では唯一うなり寿司を提供する店であるという。